# Danilson Córdoba
Danilson Córdoba (sinh ngày 6 tháng 9 năm 1986) là một cầu thủ bóng đá người Colombia.

## Đội tuyển bóng đá quốc gia Colombia
Danilson Córdoba thi đấu cho đội tuyển bóng đá quốc gia Colombia từ năm 2007 đến 2008.

## Thống kê sự nghiệp
| Đội tuyển bóng đá Colombia | Đội tuyển bóng đá Colombia | Đội tuyển bóng đá Colombia |
| Năm                        | Trận                       | Bàn                        |
| -------------------------- | -------------------------- | -------------------------- |
| 2007                       | 2                          | 0                          |
| 2008                       | 1                          | 0                          |
| Tổng cộng                  | 3                          | 0                          |